# Eucharia viena
Eucharia viena là một loài bướm đêm thuộc phân họ Arctiinae, họ Erebidae.